# Sågdammen (Ambjörnarps socken, Västergötland)
Sågdammen är våtmark, tidigare sjö, i Tranemo kommun i Västergötland och ingår i Ätrans huvudavrinningsområde.